# Pamětní odznak svazu příslušníků bývalé československé domobrany z Itálie

## Vydání z roku 1938
Pamětní odznak svazu příslušníků bývalé československé domobrany z Italie – vydání z roku 1938, je pamětní spolková medaile, která byla vydána svazem v roce 1938.
Medaile byla ražena z bronzu a udělovala se v obdélníkové krabičce, malou stužkou a dekretem o udělení

## Vydání z roku 1945
Pamětní odznak svazu příslušníků bývalé československé domobrany z Italie – vydání z roku 1945, je pamětní spolková medaile, která byla vydána v roce 1945.
Medaile byla ražena z bronzu a udělovala se v obdélníkové krabičce, malou stužkou a dekretem o udělení.